# 訴訟
訴訟（そしょう）とは、紛争の当事者以外の第三者を関与させ、その判断を仰ぐことで紛争を解決すること、またはそのための手続のことである。対義語に自力救済がある。現代においては、国家の司法権の行使によって、その権力を背景に紛争を強制的に解決するための手続のことを訴訟といい、調停、仲裁、和解などと区別される。
さらに狭い意味では広義の訴訟のうち訴訟事件のことのみを訴訟とよび、強制執行手続等の非訟事件と区別される。
民事訴訟を提起する行為は一般に提訴（ていそ）、刑事訴訟を提起する行為は起訴と言われる。また、訴訟に勝利することを勝訴（しょうそ）、負けることを敗訴（はいそ）と言う。

## 分類
訴訟は、対象となる紛争の内容に応じて主に以下のように区別される。
民事訴訟
私人間の生活関係に関する紛争につき、私法を適用して解決するための訴訟手続。具体的には財産に関する紛争や身分関係に関する紛争などを対象とするが、そのうち、家族関係（離婚、認知、親子関係の存否など）に関する紛争を解決する訴訟類型については、人事訴訟と呼称する場合がある。
刑事訴訟
特定の人の犯罪を認定し、これに対し刑罰を科すべきか否かを確定させるための訴訟手続。国家と私人との間の問題であるため、私人を手続に関与させない形態も考えられるが、近代では人権尊重の観点から、訴追機関と審判機関を分離するとともに訴追機関と被告人とを当事者として対立させる訴訟構造が採用されている。起訴の権限は検察官のみが有する(いわゆる国家訴追主義)。
行政訴訟
行政上の法律関係に関する紛争（行政紛争）を解決させるための訴訟手続。訴訟の対象となる法律関係が公法によって規律される点において、民事訴訟と区別される。行政紛争を扱う機関については、各国により司法の役割の比重が異なることもあり、行政機関が扱う場合と通常の司法裁判所が扱う場合とがある。日本では、一般法として行政事件訴訟法がある。
憲法訴訟
憲法解釈が争点となる訴訟。日本国憲法は、一般の民事訴訟の中で適用される法令の違憲性等が問題になる場合のみ付随的に憲法判断をする制度（付随的違憲審査制）を採用しているため、憲法訴訟は手続的には一般の民事訴訟(又は行政訴訟)として行われる。したがって、日本では手続面において「憲法訴訟」を特別に観念する実益はない。
他国において、通常の司法裁判所とは別系統の憲法判断を扱うための機関（憲法裁判所等）が設置されている場合には、一般の民事訴訟としては別種の類型として憲法訴訟が観念される。

## 対審構造
訴訟は原則として、対立する当事者が法廷に出頭し、裁判官の面前でそれぞれの主張を述べることにより進行する。これを対審といい、民事訴訟や行政訴訟では口頭弁論期日、刑事訴訟では公判期日が該当し、手続の公正確保のために公開が要求される（裁判の公開）。なお、訴訟における事件の争点や証拠の整理を目的として行われる手続（民事訴訟における弁論準備手続、刑事訴訟における公判準備手続）は対審には該当せず、当事者以外の公開は要求されない。

## 訴訟主体の役割
訴訟に関与する者（訴訟主体）は審理判断をする機関（裁判所）と当事者とに分かれるが、どちらに訴訟の主導権を与えるか又はどれだけの役割を分担させるかという観点から、訴訟の主導権を当事者に与える当事者主義と、裁判所に与える職権主義とに立法例が対立する。
民事訴訟の場合、審理の内容面については当事者主義を採用するのが一般であるが、手続進行面については当事者主義を基調とする例も職権主義を基調とする例も見受けられる。
刑事訴訟の場合、審理の対象となるのは国家の刑罰権の存否であることから、その点について当事者の処分に委ねることに問題があるため、職権主義が強調されることがある。しかし、それを強調すると、訴訟手続に関与する被告人は、審判機関（裁判所）による単なる取調べの対象に過ぎないという見方につながることになる。そのため、当事者主義的な要素と職権主義的な要素とをどのように調和すべきかが刑事訴訟の大きな課題になっている。

## 非訟事件
私人間の法律関係に関する事項について、裁判所が、訴訟手続における対審によらない非公開の簡易な審理で解決させる事件類型があり、非訟事件と呼ばれる。詳細については非訟事件を参照のこと。日本の司法における取り扱いとしては、非訟事件は、既存の権利を前提として裁量によりその具体的内容を定める手続である点で、当事者間の既存の権利を確定させる手続である「純然たる訴訟事件」と区別されるとする判例がある（最高裁昭和35年7月6日大法廷判決）。

## 裁判手続等のIT化
従来の訴訟はじめとする裁判手続は、一部の例外を除き、対面かつ紙を前提とするものであった。しかし、裁判手続をデジタル化していく国際的潮流のほか、新型コロナウイルス感染症流行に伴って新たな社会経済様式が求められる中、日本の裁判所も、IT技術を取り込んだ抜本的な改革を迫られている。
政府は、2018年6月の閣議決定で、裁判手続等のIT化を積極的に推し進めていく方針を打ち出し、さらに従来型の裁判手続の感染症流行に対する脆さが露呈した後の2020年7月の閣議決定（成長戦略フォローアップ）では、今後のスケジュールを具体化した。
その内容は
- フェーズ1 - 法改正を経ることなく可能なウェブ会議による争点整理手続（2020年2月、知財高裁ほか東京地裁など一部の地方裁判所で開始）について、順次運用を拡大。
- フェーズ2 - 2022年の民事訴訟法改正を経て、現行法下では認められていない口頭弁論期日などでのウェブ会議利用を開始。
- フェーズ3 - 2025年には、書面等電子提出の本格的な利用を可能とする（一部からの運用開始も検討）。

などである。
また、同閣議決定では、今後、家事、刑事など他の裁判手続のIT化についても、具体的な検討を開始するとされたほか、法令とセットとなって具体的なルール形成の役割を担うとされる民事判決のオープン化・ビッグデータ化についても、積極的な検討を求めている（これに呼応するように、日弁連法務研究財団では、これを行っていくための枠組み・ワークフロー作りや、プライバシー等保護の観点で必要とされる仮名処理でのAI活用などの研究・検討に着手しているが、同一文章内で同一人物を違う表現で指し示す場合があるなどといった判決の表現慣習が、仮名処理を難しくしているという。
このような裁判手続等のIT化は、裁判所へのアクセス拡充、訴訟に関する手間・時間・コストの削減、適正・妥当・迅速な紛争解決（判決データなどの利活用による裁判所内・外での紛争解決への寄与を含む。）などといった効果、更に感染症拡大防止策となることも期待されている。
菅政権下でのデジタル庁発足に向けた動きなど、国全体で、府省間さらには官・民の垣根にもとらわれない形でのデジタル化推進が加速している一方、システム開発は全てを1度に実施しようとするのではなく、機能・地域などを絞って始めた上、試行と軌道修正を積み重ね、品質を高めてから拡大していくとの方法をとるのが一般で、最初から満点を目指すべきではないとされる不確実性の高いプロジェクトである。そのため、裁判手続等のIT化も、計画どおりに進んでいくかは不透明な面がある。
なお、小笠原村役場では、2017年10月より、東京都墨田区に所在する東京簡易裁判所および千代田区に所在する東京家庭裁判所とビデオ会議システムで接続することで、島内にいながら、民事調停および家事調停・審判手続の利用を可能としており、自治体（行政）と裁判所（司法）が、ITを活用して連携することで、住民へのワン・ストップ・サービスとして裁判所へのアクセスを確保・向上させた例といえる。